# Superlógico
«Superlógico» es una canción del grupo musical argentino Patricio Rey y sus Redonditos de Ricota, incluida en su primer álbum de estudio titulado Gulp! de 1985.

## Historia
Fue compuesto por Solari en momentos en que faltaba mucho tiempo para que el grupo editara su primer larga duración, los primeros registros de «Superlógico» datan del año 1982. Ese mismo año fue registrado para el demo que el grupo entregó al sello RCA, sin embargo, nunca lo editó. En Gulp! los coros corrieron por parte de Laura Hutton, Claudia Puyó y María Calzada, mientras que en el demo para RCA fueron Las Bay Biscuits (Fabiana Cantilo, Isabel de Sebastián, Diana Nylon y Viviana Tellas) quienes hicieron coros.

## Interpretación
Indio Solari no explicó el significado de la canción de una forma explícita, sino que dijo que se basaba en la misma idea que «Barbazul versus el amor letal».
La canción probablemente se refiere a las prostitutas, que en la canción ejercen el rol de dominadas (gimiendo un «¡Sí!» después de cada vez que Solari dice "superlógico"), aunque como en toda canción "ricotera" existen un sinfín de interpretaciones.